# Crenshaw (métro de Los Angeles)
Cet article concerne une station de la ligne verte du métro de Los Angeles. Pour la station de la ligne Expo, voir Expo/Crenshaw (métro de Los Angeles). Pour les autres significations, voir Crenshaw.
Crenshaw est une station du métro de Los Angeles desservie par les rames de la ligne C et située dans la ville de Hawthorne en Californie.

## Localisation
Station du métro de Los Angeles en surface, Crenshaw est située sur la ligne C à l'intersection de l'Interstate 105 et de Crenshaw Boulevard dans la ville d'Hawthorne au sud-ouest de Los Angeles.

## Histoire
La station est mise en service le 12 août 1995, lors de l'ouverture de la ligne.

## Service

### Accueil

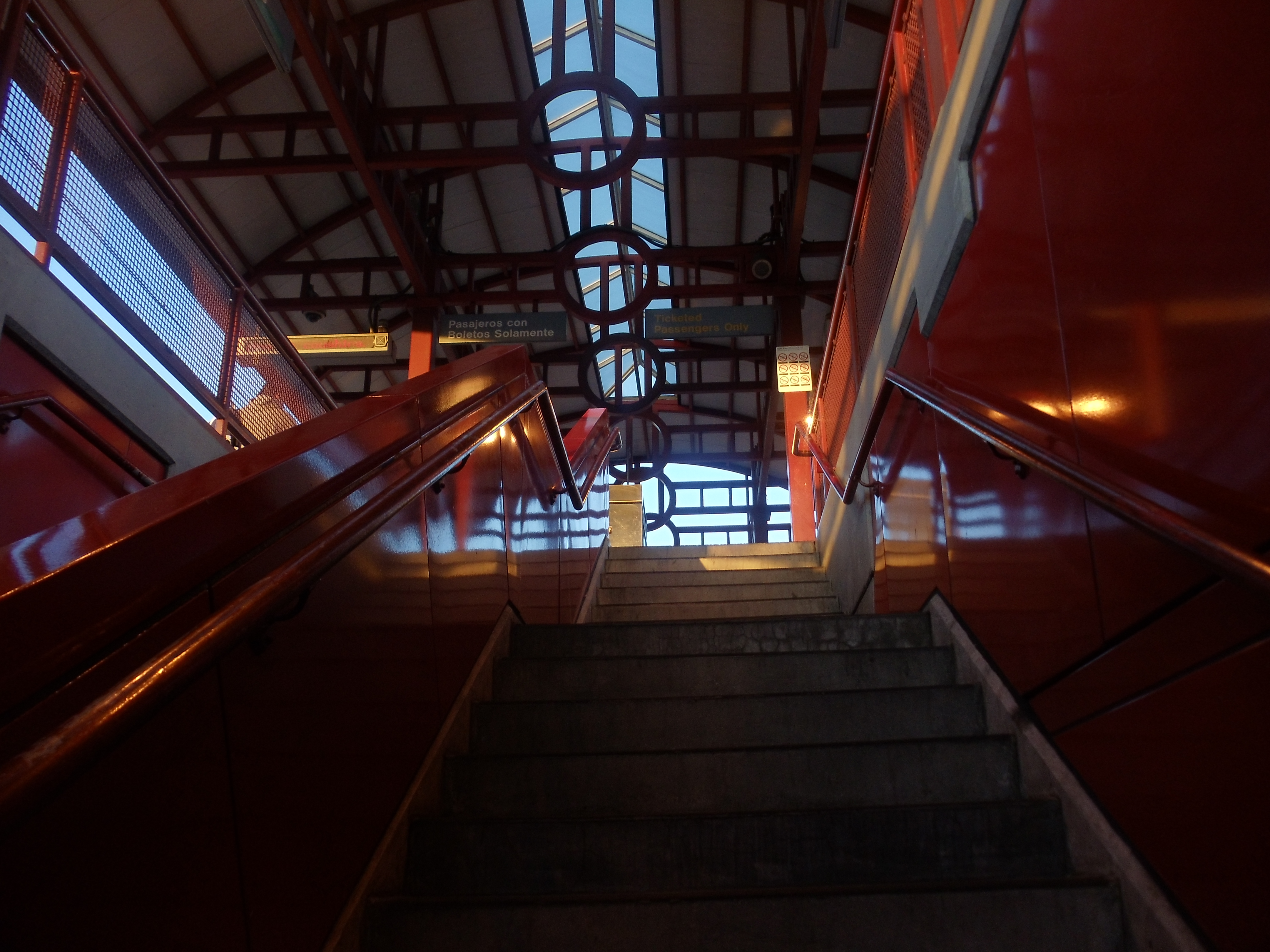
Accès au quai.

### Desserte
Crenshaw est desservie par les rames de la ligne C du métro.

### Intermodalité
La station est desservie par les lignes d'autobus 126, 207, 210, 710 et 757 de Metro.